# Antonio Barberini (cardinale 1627)
Antonio Barberini iuniore (Roma, 5 agosto 1607 – Nemi, 3 agosto 1671) è stato un cardinale italiano.

## Biografia

### I primi anni

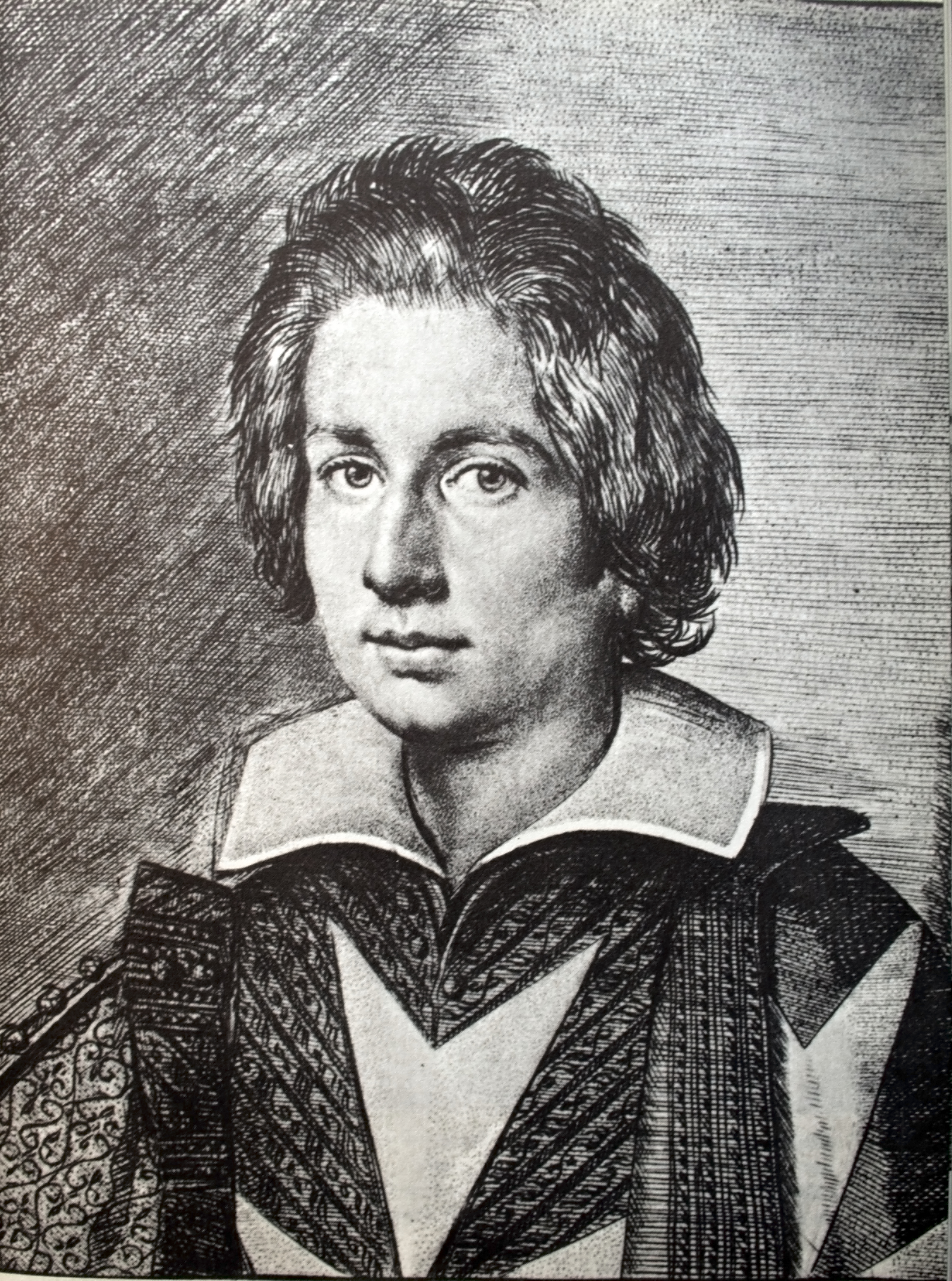
Antonio Barberini in un ritratto del 1625 nelle vesti di membro dell'Ordine di Malta

Nato a Roma il 5 agosto 1607, Antonio era figlio di Carlo Barberini e di Costanza Magalotti, nonché fratello di Taddeo Barberini, principe di Palestrina e prefetto di Roma, e del cardinale Francesco Barberini seniore. Egli era per parte di padre nipote di papa Urbano VIII e del cardinale Antonio Barberini seniore O.F.M.Cap., nonché del cardinale Lorenzo Megalotti. Cugino del cardinale Francesco Maria Machiavelli, sarà zio del cardinale Carlo Barberini e prozio di Francesco Barberini iuniore, anch'egli cardinale.
Divenne Gran Priore per Roma dell'Ordine di San Giovanni di Gerusalemme nel 1635, del quale fu Balì Gran Croce.

### Un cardinale favorito
Creato cardinale dallo zio e riservato in pectore nel concistoro del 20 agosto 1627, anno in cui entrò nello stato di vita ecclesiastica, ottenne una dispensa per avere due zii ed un fratello nel Sacro Collegio dei Cardinali. La sua nomina venne resa pubblica nel concistoro del 7 febbraio 1628, ricevendo la berretta cardinalizia ed il titolo di Santa Maria in Aquiro dal 28 febbraio di quell'anno e fino alla nomina del cardinale Rinaldo d'Este è stato il porporato italiano più giovane. Prefetto del Tribunale della Segnatura Apostolica dal 18 marzo 1628, divenne arciprete della Basilica di San Giovanni in Laterano e supremo comandante dell'esercito pontificio. Successivamente divenne abate commendatario delle abbazie di San Paolo alle Tre Fontane, di Nonantola (in Italia) e di Saint-Évroult (in Francia).
Arciprete della basilica romana di Santa Maria Maggiore, divenne legato a latere per la città e il distretto di Urbino l'11 giugno 1631. Optò quindi per la diaconia di Sant'Agata alla Suburra il 24 novembre 1632. Prefetto della Sacra Congregazione per la Propaganda Fide dal dicembre del 1632, rimase in carica sino alla sua morte. Dimissionario dalla legazione di Urbino, divenne legato ad Avignone dal 21 febbraio 1633, anno in cui con suo fratello, il cardinale Francesco, pose la propria residenza nel suo nuovo palazzo di piazza Quattro Fontane dove egli contribuì all'apertura del Teatro Barberini e dove fu generoso mecenate di artisti e letterati tra i quali Naudé, Holste e Bouchard che contribuirono alla formazione della sua grande biblioteca ed egli stesso si dilettò nella poesia in lingua latina. Abate commendatario di Subiaco dal 1633, dal 28 luglio 1638 fu Camerlengo di Santa Romana Chiesa rimanendo in carica sino alla sua morte. Optò quindi per la diaconia di Santa Maria in Via Lata dal 10 novembre 1642. Cardinale protodiacono, divenne legato a latere per le legazioni di Bologna, Ferrara e Romagna dal 1º dicembre 1642. Assieme al fratello Taddeo, generale dell'esercito pontificio, venne incaricato della supervisione delle operazioni militari durante la Guerra di Castro. La guerra si concluse disastrosamente nella battaglia di Lagoscuro del 1644 con la resa delle truppe papali. Papa Urbano VIII morì poco dopo.

### La fuga in Francia
Partecipò al conclave del 1644 che elesse papa Innocenzo X. Il Barberini cadde in disgrazia con il nuovo pontefice a causa del risentimento accumulato a Roma contro di lui. Nel 1645 il nuovo pontefice ordinò delle investigazioni per illecito nei profitti del Barberini durante il pontificato del suo predecessore e durante la guerra di Castro. A causa dello sviluppo della situazione, il cardinale Antonio e suo fratello Taddeo fuggirono a Parigi il 27 settembre 1645. I due ricevettero l'ospitalità ed il supporto del re Luigi XIV e del primo ministro, il cardinale Giulio Mazzarino, i quali lo fecero diventare cavaliere dell'Ordine dello Spirito Santo. Il cardinale, però, si riconciliò con papa Innocenzo X e fece ritorno a Roma il 12 luglio 1653 ed il 15 agosto di quell'anno il papa gli restaurò tutti i suoi titoli e protettorati. Da questo momento in poi egli iniziò una conversione totale e personale abbandonando il mondo politico e di eccessi a cui si era dedicato e dedicandosi interamente alla religione. Egli, nello specifico, assunse rigidi comportamenti circa l'ortodossia e contro i giansenisti. Optò quindi per il titolo della Santissima Trinità al Monte Pincio dal 21 luglio 1653.

### Gli anni della riconciliazione
Nominato vescovo di Poitiers da re Luigi XIV il 16 agosto 1653, la sua nomina non venne mai confermata dalla Santa Sede. Grande elemosiniere di Francia, divenne Commendatore dell'Ordine dello Spirito Santo. Prese parte poi al conclave del 1655 che elesse a pontefice Alessandro VII e l'11 ottobre 1655 optò per l'ordine dei cardinali-vescovi e per la sede suburbicaria di Frascati, venendo consacrato vescovo il 24 ottobre successivo nella chiesa del noviziato dei Gesuiti di Roma per mano di Giovanni Battista Scanaroli, vescovo titolare di Sidone, assistito da Lorenzo Gavotti (1595–1679), vescovo di Ventimiglia, e da Marcantonio Bettoni, vescovo titolare di Corone. Nominato arcivescovo di Reims da re Luigi XIV di Francia il 27 giugno 1657, venne confermato in questa carica dalla Santa Sede, ma dovette rinunciare al suo posto di camerlengo il 18 luglio 1667. Optò per la sede suburbicaria di Palestrina dal 21 novembre 1661 e partecipò al conclave del 1667 ove venne eletto papa Clemente IX e a quello del 1669-1670 che elesse papa Clemente X.
Morì a Nemi il 3 agosto 1671 alle 3 di mattino, di apoplessia. La sua salma venne esposta e poi sepolta nella chiesa di San Lorenzo presso Palestrina. Secondo la sua volontà, successivamente, il fratello cardinale trasferì le sue spoglie nella chiesa della sua famiglia dedicata a Santa Rosalia.

### Antonio Barberini collezionista
Al pari del fratello maggiore Francesco, anche Antonio Barberini fu un fervido mecenate e collezionista. Di lui si conoscono due inventari, il primo del 1644 e il secondo del 1671. Entrambi rubricano alcune opere che oggi si considerano fra i capisaldi della pittura occidentale moderna, come il Suonatore di liuto di Caravaggio (New York, Metropolitan Museum), la Santa Caterina del medesimo autore (Madrid, collezione Thyssen Bornemisza) e lo Sposalizio mistico di santa Caterina e san Sebastiano di Correggio (Parigi, Museo del Louvre).

## Ascendenza
|                    |   |                       | Genitori         |  |  | Nonni |  |  | Bisnonni        |  |  | Trisnonni           |  |
|                    |   |                       |                  |  |  |       |  |  | Carlo Barberini |  |  | Francesco Barberini |  |
|                    |   |                       |                  |  |  |       |  |  | Carlo Barberini |  |  | Francesco Barberini |  |
|                    |   | Marietta Miniati      |                  |  |  |       |  |  | Carlo Barberini |  |  |                     |  |
| Antonio Barberini  |   |                       |                  |  |  |       |  |  | Carlo Barberini |  |  |                     |  |
|                    |   | Marietta Rustici      | Bernardo Rustici |  |  |       |  |  |                 |  |  |                     |  |
|                    |   | Marietta Rustici      | Bernardo Rustici |  |  |       |  |  |                 |  |  |                     |  |
|                    |   | Marietta Rustici      | …                |  |  |       |  |  |                 |  |  |                     |  |
| Carlo Barberini    |   | Marietta Rustici      |                  |  |  |       |  |  |                 |  |  |                     |  |
|                    |   | Gian Donato Barbadori | …                |  |  |       |  |  |                 |  |  |                     |  |
|                    |   | Gian Donato Barbadori | …                |  |  |       |  |  |                 |  |  |                     |  |
|                    |   | Gian Donato Barbadori | …                |  |  |       |  |  |                 |  |  |                     |  |
| Camilla Barbadori  |   | Gian Donato Barbadori |                  |  |  |       |  |  |                 |  |  |                     |  |
|                    |   | Nannina Cambi         | Lorenzo Cambi    |  |  |       |  |  |                 |  |  |                     |  |
|                    |   | Nannina Cambi         | Lorenzo Cambi    |  |  |       |  |  |                 |  |  |                     |  |
|                    |   | Nannina Cambi         | Caterina Capponi |  |  |       |  |  |                 |  |  |                     |  |
| Antonio Barberini  |   | Nannina Cambi         |                  |  |  |       |  |  |                 |  |  |                     |  |
|                    | … | …                     |                  |  |  |       |  |  |                 |  |  |                     |  |
|                    | … | …                     |                  |  |  |       |  |  |                 |  |  |                     |  |
|                    | … | …                     |                  |  |  |       |  |  |                 |  |  |                     |  |
| Vincenzo Magalotti | … |                       |                  |  |  |       |  |  |                 |  |  |                     |  |
|                    |   | …                     | …                |  |  |       |  |  |                 |  |  |                     |  |
|                    |   | …                     | …                |  |  |       |  |  |                 |  |  |                     |  |
|                    |   | …                     | …                |  |  |       |  |  |                 |  |  |                     |  |
| Costanza Magalotti |   | …                     |                  |  |  |       |  |  |                 |  |  |                     |  |
|                    |   | …                     | …                |  |  |       |  |  |                 |  |  |                     |  |
|                    |   | …                     | …                |  |  |       |  |  |                 |  |  |                     |  |
|                    |   | …                     | …                |  |  |       |  |  |                 |  |  |                     |  |
| Clarice Capponi    |   | …                     |                  |  |  |       |  |  |                 |  |  |                     |  |
|                    |   | …                     | …                |  |  |       |  |  |                 |  |  |                     |  |
|                    |   | …                     | …                |  |  |       |  |  |                 |  |  |                     |  |
|                    |   | …                     | …                |  |  |       |  |  |                 |  |  |                     |  |
|                    |   | …                     |                  |  |  |       |  |  |                 |  |  |                     |  |

## Genealogia episcopale e successione apostolica
La genealogia episcopale è:
- Cardinale Scipione Rebiba
- Cardinale Giulio Antonio Santori
- Cardinale Girolamo Bernerio, O.P.
- Arcivescovo Galeazzo Sanvitale
- Cardinale Ludovico Ludovisi
- Cardinale Luigi Caetani
- Vescovo Giovanni Battista Scanaroli
- Cardinale Antonio Barberini iuniore

La successione apostolica è:
- Vescovo Hercule Berzet (1658)
- Vescovo Clemente Ascanio Sandri Trotti (1658)
- Vescovo François Pallu, M.E.P. (1658)
- Arcivescovo Giacinto Solaro di Moretta (1659)
- Vescovo Camillo Piazza (1659)
- Arcivescovo Giovanni Roano e Corrionero (1660)
- Vescovo Girolamo della Rovere (1660)
- Vescovo Castracane De' Castracani (1660)
- Vescovo Adamo Gentile (1660)
- Vescovo Placide-Louis du Chemin, O.S.B. (1661)
- Vescovo Cesare Biandrà (1666)
- Vescovo Vittorio Nicolino della Chiesa (1667)
- Arcivescovo Charles-Maurice Le Tellier (1668)
- Vescovo Louis-Alphonse de Suarès (1671)

## Stemma
| Image | Stemma |
| ----- | --- |
| \| \| | Antonio Barberini Duca e pari di Francia, Cardinale, Commendatore dell'Ordine dello Spirito Santo D'azzurro a tre api d'oro poste 2, 1. Lo scudo, accollato a una croce astile patriarcale d'oro, posta in palo, è timbrato da un cappello con cordoni e nappe di rosso. Le nappe, in numero di trenta, sono disposte quindici per parte, in cinque ordini di 1, 2, 3, 4, 5. |
|       | |